# Natalija Trafimawa
Natalija Trafimawa (biał. Наталія Трафімава; ros. Наталья Трофимова, Natalja Trofimowa; ur. 16 czerwca 1979) – białoruska koszykarka grająca na pozycji skrzydłowej. Posiada także polskie obywatelstwo. Jeszcze jako aktywna zawodniczka zaczęła karierę trenerską, obecne jest trenerką Horyzontu Mińsk oraz żeńskiej kadry Białorusi.

## Życiorys

### Kariera klubowa w Polsce
Zawodniczka ŁKS Siemens AGD Łódź. Karierę w Polsce rozpoczęła w Łączności Olsztyn, w której grała od 1999 roku. Po dwóch sezonach spędzonych w 1 lidze wywalczyła z zespołem awans do ekstraklasy. Po dwóch sezonach w ekstraklasie zespół z Olsztyna zbankrutował, więc zawodniczka podpisała kontrakt z zespołem Starego Browaru AZS Poznań, z którym sięgnęła sensacyjnie po wicemistrzostwo Polski w 2004 roku. Później przez 4 lata występowała w Wiśle Kraków, z którą zdobyła 3 złote i 1 srebrny medal MP. Sezon 2008/09 spędziła w zespole z Rybnika. Kolejne dwa lata była silnym punktem drużyny CCC Polkowice. Przed sezonem 2011/12 podpisała kontrakt z ŁKS Siemens AGD Łódź.

### Kariera reprezentacyjna
Trafimawa jest podstawową zawodniczką reprezentacji Białorusi, w której gra od poziomu kadetek. Do największych sukcesów reprezentacyjnych należą brązowy medal mistrzostw Europy z 2007 roku, oraz 4. miejsca na Igrzyskach Olimpijskich w Pekinie 2008 i mistrzostwach świata 2010 i Europy 2009.

## Osiągnięcia
Drużynowe
- Mistrzyni:
  - Polski (2006, 2007, 2008)
  - Białorusi (1997–1999)
- Wicemistrzyni:
  - Polski (2004, 2005, 2011)
  - Białorusi (1996)
- Zdobywczyni pucharu Polski (2006–2008)
- Finalistka pucharu Polski (2005, 2010)

Indywidualne
- Uczestniczka meczu gwiazd PLKK (2002, 2006, 2008)
- Zwyciężczyni konkursu rzutów za 3 punkty PLKK (2002)

Reprezentacja
- Brązowa medalistka mistrzostw Europy (2007)
- Uczestniczka:
  - igrzysk olimpijskich (2008 – 6. miejsce)
  - mistrzostw:
    - świata (2010 – 4. miejsce, 2014 – 10. miejsce)
    - Europy:
      - 2009 – 4. miejsce, 2011 – 9. miejsce, 2013 – 5. miejsce, 2015 – 4. miejsce
      - dywizji B (2005)
      - U–16 (1995 – 5. miejsce)

  - kwalifikacji do:
    - Eurobasketu (2001, 2003, 2007, 2013)
    - igrzysk olimpijskich (2008 – 1. miejsce, 2016 – 5. miejsce)